# Chronologie du scandale des commandites
La chronologie du scandale des commandites retrace la succession des investigations et révélations ayant conduit au Scandale des commandites au Canada concernant l'usage de fonds publics dans le cadre d'une campagne de propagande favorable au Gouvernement fédéral dans la province de Québec afin de contrer l'influence du mouvement souverainiste québécois.

## 1995
- Allan Cutler tente de sensibiliser les responsables du département de travaux publics et des services gouvernementaux du Canada sur les interférences politiques et les soumissions frauduleuses dans la campagne publicitaire.

## 1996
- Ernst & Young conduit un audit sur les pratiques dans l'adjudication des contrats publicitaires de cette campagne de relation publique. Le rapport initial qui identifiait des problèmes récurrents et soulevait le risque d'investigations judiciaires, est modifié dans sa version finale pour retirer ces passages. La représentante de Ernst & Young, Deanne Monaghan, déclare plus tard ne plus se souvenir pourquoi ces passages ont été retirés de la version finale du rapport[1].

## 2000
- Février : un audit interne révèle qu'aucune des recommandations formulées par Ernst & Young en 1996 n'a été implémentée au sein du programme des commandites.
- Septembre : le ministre Alfonso Gagliano reçoit ce second audit et suspend le programme des commandites.
- En fin d'année, le bureau du Vérificateur général du Canada débute les investigations sur ce programme.

## 2004
- 10 février : Le rapport du vérificateur général Sheila Fraser révèle qu'environ 100 millions de dollars sur les 250 millions alloués au programme des commandites ont été alloués à des agences publicitaires proches du Parti libéral du Canada et des entreprises publiques pour des prestations insuffisantes, voire aucune prestation réelle.
- 11 février : le premier ministre Paul Martin ordonne la création d'une commission d'enquête chargée d'étudier le programme des commandites, sous la direction du juge John Gomery. Paul Martin affirme n'avoir eu aucune connaissance des problèmes liés à ce programme avant le rapport du vérificateur général, et il retire Alfonso Gagliano de son poste au Danemark.
- 13 février : le journal National Post publie grâce à un informateur une lettre datée de 2002 entre le National Policy Chairman alors membre du Parti libéral, et destinée à Paul Martin. Cette lettre invite avec insistance Paul Martin à mettre un terme aux abus du programme des commandites[2].
- 14 février : Paul Martin suspend Michel Vennat de son poste de président à la  Business Development Bank of Canada, ainsi que le président de Via Rail Marc LeFrançois et le président de Canada Post André Ouellet. Il offre à chacun d'entre eux la possibilité de s'expliquer immédiatement ou devoir faire face plus tard à des mesures disciplinaires.
- 27 février : l'ancienne médaillée d'or des Jeux Olympiques Myriam Bédard révèle avoir été poussée à quitter son travail à VIA Rail pour avoir posé des questions sur les pratiques alors en cours sur la facturation des prestations relative à ce programme. Jean Pelletier dévalorise publiquement les affirmations de Bédard.
- 1er mars : Pelletier est renvoyé de son poste à la VIA Rail.
- 3 mars : Jean Carle, un proche confident de Jean Chrétien et son ancien directeur des opérations, se révèle être très impliqué dans la mise en place du programme.
- 5 mars : LeFrançois est renvoyé.
- 11 mars : Allan Cutler, un ancien consultant en travaux publics, témoigne devant la commission d'enquête. Il rend Charles Guité responsable du programme et de ses dysfonctionnements[3].
- 12 mars : Vennat est renvoyé.
- 13 mars : un informateur qui a tenu à conserver l'anonymat dénonce plusieurs officiels de haut rang au sein du gouvernement, y compris Jean Pelletier, Alfonso Gagliano, Don Boudria, Denis Coderre, et Marc leFrançois, pour avoir fréquemment eu des entretiens confidentiels avec Pierre Tremblay, le responsable de la branche des services de coordination des communications au sein des Travaux Publics de 1999 à 2001. Cette révélation est la première à établir un lien entre l'affaire et le cabinet du premier ministre canadien. Coderre et LeFrançois ont démenti ces allégations[4].
- 18 mars : Gagliano témoigne devant le Public Accounts Committee, un comité de la House of Commons présidé par un membre de l'opposition. Il dénie toute implication personnelle ou de la part d'autres hommes politiques, et rend responsable le bureaucrate Charles Guité.
- 24 mars : Myriam Bédard témoigne devant le même comité, et ajoute à ses précédentes déclarations que le pilote de Formule 1 Jacques Villeneuve a reçu un payement secret de 12 millions de dollars pour porter le logo du drapeau canadien sur sa combinaison. Elle affirme également avoir entendue que Groupaction était impliqué dans le trafic de drogue.
- 2 avril : un témoignage confidentiel extrait d'une enquête datant de 2002 concernant certains contrats de Groupaction est rendu public. Guité y admet avoir fait une entorse aux règles dans sa gestion des contrats publicitaires, mais se défend en affirmant qu'elles sont excusables au vu des circonstances : « nous étions basiquement en guerre, essayant de sauver le pays... Quand vous êtes en guerre, vous laissez tomber les règles, et vous ne révélez pas vos plans à l'adversaire[5]. »
- 22 avril : Guité témoigne. Il déclare que le Vérificateur général Fraser est malavisé dans son rapport, car il y distord les faits réels. Il déclare également que l'office du ministre des finances de l'époque, Paul Martin, a fait du lobbying en faveur de certaines compagnies lors de l'attribution des contrats. Il nie toute interférence de la part des responsables politiques, car l'administration bureaucratique a pris toutes les décisions finales. Des membres du Parlement dans l'opposition ont critiqué ce témoignage comme du « non-sens », et une tentative de couvrir le gouvernement[6].
- 6 mai : l'enquête reçoit officiellement une date limite fixée à décembre 2005.
- 10 mai : Jean Brault, président de Groupaction, et Charles Guité sont arrêtés par la gendarmerie royale du Canada pour fraude.
- 23 mai : Paul Martin appelle le gouverneur général à dissoudre le Parlement et à l'organisation de nouvelles élections.
- 28 mai : Alfonso Gagliano dépose une plainte contre le premier ministre Paul Martin et le gouvernement fédéral pour diffamation et renvoi injustifié, et demande 4,5 millions de dollars. Il affirme qu'on le fait injustement payer pour le scandale des commandites.
- 28 juin : les libéraux obtiennent 135 des 308 sièges au parlement à l'élection fédérale canadienne de 2004, formant le premier gouvernement en minorité depuis 25 ans.
- Septembre : premières auditions publiques de la Commission d'enquête sur le programme de commandites et les activités publicitaires (ou Commission Gomery) à Ottawa.
- Décembre : John Gomery déclare dans une interview que la distribution de balles de golf autographiées par Chrétien est une small-town cheap (« petite politique de village »)[7], ce qui entraine une réponse indignée de la part de l'ancien premier ministre.

## 2006
- 23 janvier : Après 12 ans consécutifs au pouvoir, le Parti libéral perd les élections. Les conservateurs obtiennent suffisamment de sièges pour former un gouvernement en minorité. Paul Martin annonce immédiatement qu'il ne se présentera pas aux élections suivantes en tant que chef de Parti, et Bill Graham assure l'intérim de la direction du groupe parlementaire.
- 1er février : John Gomery livre son rapport final, contenant essentiellement des recommandations pour des changements dans les pratiques des services publics et leurs relations avec le gouvernement.
- 6 février : Le nouveau gouvernement conservateur prend effet, dirigé par le Premier Ministre Stephen Harper.
- 18 mars : Paul Martin quitte la direction du Parti Libéral, Bill Graham assure l'intérim.
- 5 mai : Après avoir plaidé coupable à 5 accusations de fraude, Jean Brault est condamné à 30 mois de prison.
- 11 mai : La presse rapporte que le nouveau gouvernement conservateur pourrait déposer une plainte contre le parti libéral, en raison du scandale des commandites[8].
- 6 juin : Charles Guité est déclaré coupable de 5 accusations de fraude.
- 19 juin : Chuck Guité est condamné à 42 mois de prison.

## 2007
- 27 avril : Jean Lafleur, après son retour après deux années passées à Belize, plaide coupable de 28 accusations de fraude. Il est condamné à 42 mois de prison, avec obligation de dédommager le gouvernement fédéral à hauteur de 1,6 million de dollars.